# 小原哲夫
小原 てつを （おばら てつを、本名：小原 哲夫〈おばら てつお〉、9月5日 -）は、日本のミュージカル俳優である。千葉県千葉市出身。劇団四季所属。

## 人物・略歴
青年座研究所を経て、池袋ミュージカル学院でミュージカルの基礎を学ぶ。
入団以前にもいくつかの舞台経験を持つ。
2000年劇団四季研究所に入所。
『ライオンキング』のアンサンブル役で初舞台を踏む。のちにエド、バンザイも演じている。
2011年夏『ユタと不思議な仲間たち』東北特別招待公演にも参加している。
2012年10月『大阪ライオンキング』では初日キャスト(エド役)だった。
2015年12月『コーラスライン』全国公演でアル役としてデビュー。
2020年1月のライオンキング出演中に本名から現芸名に改名した。
2022年1月『ロボット・イン・ザ・ガーデン』自由劇場でタング役としてデビュー。

## 出演作品
- ライオンキング（バンザイ、エド、アンサンブル）
- ユタと不思議な仲間たち（大作、一郎、新太）
- ドリーミング（アンサンブル）
- コーラスライン（アル）
- ロボット・イン・ザ・ガーデン（タング）
- ジョン万次郎の夢（アンサンブル）

DVD
- ユタと不思議な仲間たち（大作）
- ドリーミング（アンサンブル）